# WWE The Great American Bash
The Great American Bash – cykl gal profesjonalnego wrestlingu produkowanych w czerwcu lub lipcu przez World Wrestling Entertainment i nadawanych na żywo w systemie pay-per-view. Edycja z 2009 miała skróconą nazwę The Bash. Obecnie jest to coroczne wydanie jednego z lipcowych odcinków programu WWE NXT.
Cykl był oryginalnie prowadzony od 1985 przez należące do National Wrestling Alliance (NWA) Jim Crockett Promotions, a później przez jego następcę World Championship Wrestling (WCW). Według Rica Flaira, Dusty Rhodes jest pomysłodawcą cyklu. Ostatnia gala została wydana 11 czerwca 2000, gdyż w marcu 2001 WCW zostało zakupione przez World Wrestling Federation (WWF). Po czterech latach przerwy cykl został przywrócony przez WWE w czerwcu 2004 i był się on własnością brandu SmackDown! od 2004 do 2006. Od 2007 wszystkie gale stały się dostępne dla wszystkich brandów – Raw, SmackDown! i ECW. W 2009 nazwa gali została zmieniona na The Bash, żeby zdystansować się od dawnego związku cyklu z WCW. Mimo tego w 2010 cykl został anulowany i zastąpiony przez WWE Fatal 4-Way i WWE Money in the Bank.
W lipcu 2012 nazwa gali została użyta dla specjalnego odcinka tygodniówki SuperSmackDown emitowanego na żywo, podczas którego odbył się Great American Bash Battle Royal.

## Lista gal
|  | Gala brandu SmackDown |  | Gala brandu NXT |

| Gala                                                          | Lokalizacja            | Arena                             | Walka wieczoru |
| ------------------------------------------------------------- | ---------------------- | --------------------------------- | --- |
| The Great American Bash (2004) 27 czerwca 2004                | Norfolk, Wirginia      | Norfolk Scope                     | The Undertaker vs. The Dudley Boyz (Bubba Ray i D-Von Dudley) 2-on-1 handicap Concrete Crypt match                                                                                           |
| The Great American Bash (2005) 24 lipca 2005                  | Buffalo, Nowy Jork     | HSBC Arena                        | Batista (c) vs. John Bradshaw Layfield Singles match o World Heavyweight Championship |
| The Great American Bash (2006) 23 lipca 2006                  | Indianapolis, Indiana  | Conseco Fieldhouse                | Rey Mysterio (c) vs. King Booker Singles match o World Heavyweight Championship |
| The Great American Bash (2007) 22 lipca 2007                  | San Jose, Kalifornia   | HP Pavilion                       | John Cena (c) vs. Bobby Lashley Singles match o WWE Championship |
| The Great American Bash (2008) 20 lipca 2008                  | Uniondale, Nowy Jork   | Nassau Veterans Memorial Coliseum | Triple H (c) vs. Edge Singles match o WWE Championship |
| The Bash 28 czerwca 2009                                      | Sacramento, Kalifornia | ARCO Arena                        | Randy Orton (c) vs. Triple H Three Stages of Hell match o WWE Championship |
| SuperSmackDown LIVE: The Great American Bash 3 lipca 2012     | Corpus Christi, Teksas | American Bank Center              | 20-osobowy "The Great American Bash" Battle Royal o miano Generalnego Menadżera podczas przyszłotygodniowego odcinka SmackDown                                                               |
| NXT The Great American Bash (2020) 1 i 8 lipca 2020           | Winter Park, Floryda   | Full Sail University              | Część 1: Io Shiari vs. Sasha Banks Singles match Część 2: Adam Cole (NXT) vs. Keith Lee (North American) Winner Takes All Singles match o NXT Championship i NXT North American Championship |
| NXT The Great American Bash (2021) 6 lipca 2021               | Orlando, Floryda       | WWE Preformance Center            | Adam Cole vs. Kyle O’Reilly Singles match |
| NXT The Great American Bash (2022) 5 lipca 2022               | Orlando, Floryda       | WWE Preformance Center            | Bron Breakker (c) vs. Cameron Grimes Singles match o NXT Championship |
| NXT The Great American Bash (2023) 30 lipca 2023              | Cedar Park, Teksas     | H-E-B Center at Cedar Park        | Carmelo Hayes (c) vs. Ilja Dragunov Singles match o NXT Championship |
| NXT The Great American Bash (2024) 30 lipca i 6 sierpnia 2024 | Orlando, Floryda       | WWE Preformance Center            | Noc 1: Roxanne Perez vs. Thea Hail Singles match o NXT Women’s Championship Noc 2: Axiom i Nathan Frazer (c) vs. MSK (Wes Lee i Zachary Wentz) Tag team match o NXT Tag Team Championship    |
| NXT The Great American Bash (2025) 12 lipca 2025              | Atlanta, Georgia       | Center Stage                      | Jordynne Grace i Blake Monroe vs. Fatal Influence (Jacy Jayne i Fallon Henley) Tag team match                                                                                                |

## Wyniki gal

### 2004
The Great American Bash (2004) – gala wrestlingu wyprodukowana przez federację World Wrestling Entertainment (WWE) dla zawodników z brandu SmackDown!. Odbyła się 27 czerwca 2004 w Norfolk Scope w Norfolk w stanie Wirginia. Emisja była przeprowadzana na żywo w systemie pay-per-view. Była to piętnasta gala w chronologii cyklu The Great American Bash i pierwsza wyprodukowana przez WWE.
Podczas gali odbyło się dziewięć walk, w tym jedna będąca częścią niedzielnej tygodniówki Sunday Night Heat. Walką wieczoru był Handicap Concrete Crypt match, w którym The Undertaker pokonał The Dudley Boyz (Bubba Raya i D-Vona Dudleya). Ponadto John „Bradshaw” Layfield zdobył pierwszy raz w karierze WWE Championship pokonując Eddiego Guerrero w Texas Bullrope matchu, zaś John Cena zdołał obronić WWE United States Championship wygrywając z Bookerem T, Reném Dupréem i Robem Van Damem w Fatal 4-Way Elimination matchu.
| Nr                                                                                            | Wyniki                                                                                   | Stypulacje                                                     | Czas  |
| --------------------------------------------------------------------------------------------- | ---------------------------------------------------------------------------------------- | -------------------------------------------------------------- | ----- |
| 1H                                                                                            | Spike Dudley pokonał Jamiego Noble'a                                                     | Singles match                                                  | 04:13 |
| 2                                                                                             | John Cena (c) pokonał Bookera T, Renégo Duprée i Roba Van Dama                           | Fatal 4-Way Elimination match o WWE United States Championship | 15:52 |
| 3                                                                                             | Luther Reigns (z Kurtem Anglem) pokonał Charliego Haasa (z Jackie Gaydą)                 | Singles match                                                  | 07:11 |
| 4                                                                                             | Rey Mysterio (c) pokonał Chavo Guerrero                                                  | Singles match for the WWE Cruiserweight Championship           | 19:40 |
| 5                                                                                             | Kenzō Suzuki (z Hiroko) pokonał Billy’ego Gunna                                          | Singles match                                                  | 08:06 |
| 6                                                                                             | Sable pokonała Torrie Wilson                                                             | Singles match                                                  | 06:06 |
| 7                                                                                             | Mordecai pokonał Hardcore Holly’ego                                                      | Singles match                                                  | 06:31 |
| 8                                                                                             | John „Bradshaw” Layfield pokonał Eddiego Guerrero (c)                                    | Texas Bullrope match o WWE Championship                        | 21:06 |
| 9                                                                                             | The Undertaker pokonał The Dudley Boyz (Bubba Raya i D-Vona Dudleya) (z Paulem Heymanem) | Handicap Concrete Crypt match                                  | 14:42 |
| (c) – mistrz/mistrzyni przed walkąH – walka była transmitowana przed PPV na Sunday Night Heat |                                                                                          |                                                                |       |

Eliminacje w Fatal 4-Way matchu
| Nr. eliminacji | Wrestler    | Wyeliminowany przez | Metoda eliminacji                  | Czas  |
| -------------- | ----------- | ------------------- | ---------------------------------- | ----- |
| 1              | Rob Van Dam | Johna Cenę          | Przypięty za pomocą roll-upu       | 08:19 |
| 2              | Rene Dupree | Bookera T           | Przypięty po otrzymaniu FU od Ceny | 11:17 |
| 3              | Booker T    | John Cena           | Przypięty po otrzymaniu FU         | 15:52 |

### 2005
The Great American Bash (2005) – gala wrestlingu wyprodukowana przez federację World Wrestling Entertainment (WWE) dla zawodników z brandu SmackDown!. Odbyła się 24 lipca 2005 w HSBC Arena w Buffalo w Nowym Jorku. Emisja była przeprowadzana na żywo w systemie pay-per-view. Była to szesnasta gala w chronologii cyklu The Great American Bash i druga wyprodukowana przez WWE.
Podczas gali odbyło się dziewięć walk, w tym jedna będąca częścią niedzielnej tygodniówki Sunday Night Heat. W walce wieczoru John „Bradshaw” Layfield pokonał Batistę przez dyskwalifikację, wskutek czego nie odebrał od niego World Heavyweight Championship. Ponadto Orlando Jordan pokonał Chrisa Benoit i zachował WWE United States Championship, a Rey Mysterio pokonał Eddiego Guerrero w singlowym starciu.
| Nr                                                                                            | Wyniki | Stypulacje                                                | Czas  |
| --------------------------------------------------------------------------------------------- | --- | --------------------------------------------------------- | ----- |
| 1H                                                                                            | Paul London (c) pokonał Nunzio                                                                                            | Singles match o WWE Cruiserweight Championship            | 02:33 |
| 2                                                                                             | The Legion of Doom (Animal i Heidenreich) pokonali MNM (Joeya Mercury’ego i Johnny’ego Nitro) (c) (z Meliną)              | Tag team match o WWE Tag Team Championship                | 06:45 |
| 3                                                                                             | Booker T (z Sharmell) pokonał Christiana                                                                                  | Singles match                                             | 11:52 |
| 4                                                                                             | Orlando Jordan (c) pokonał Chrisa Benoit                                                                                  | Singles match o WWE United States Championship            | 14:23 |
| 5                                                                                             | The Undertaker pokonał Muhammada Hassana (z Daivarim)                                                                     | Singles match                                             | 08:04 |
| 6                                                                                             | The Mexicools (Super Crazy, Juventud i Psicosis) pokonali The bWo (Big Steviego Cool, The Blue Meaniego i Hollywood Novę) | Six-man tag team match                                    | 04:53 |
| 7                                                                                             | Rey Mysterio pokonał Eddiego Guerrero                                                                                     | Singles match                                             | 15:39 |
| 8                                                                                             | Melina pokonała Torrie Wilson                                                                                             | Bra and panties match z sędzią specjalną Candice Michelle | 03:53 |
| 9                                                                                             | John „Bradshaw” Layfield (z Orlando Jordanem) pokonał Batistę (c) przez dyskwalifikację                                   | Singles match o World Heavyweight Championship            | 19:47 |
| (c) – mistrz/mistrzyni przed walkąH – walka była transmitowana przed PPV na Sunday Night Heat | |                                                           |       |

### 2006
The Great American Bash (2006) – gala wrestlingu wyprodukowana przez federację World Wrestling Entertainment (WWE) dla zawodników z brandu SmackDown!. Odbyła się 23 lipca 2006 w Conseco Fieldhouse w Indianapolis w stanie Indiana. Emisja była przeprowadzana na żywo w systemie pay-per-view. Była to siedemnasta gala w chronologii cyklu The Great American Bash i trzecia wyprodukowana przez WWE.
Podczas gali odbyło się osiem walk, w tym jedna nietransmitowane w telewizji. W walce wieczoru King Booker z pomocą Chavo Guerrero pokonał Reya Mysterio i odebrał mu World Heavyweight Championship. Oprócz tego The Undertaker pokonał Big Showa w Punjabi Prison matchu.
| Nr                                                                                    | Wyniki                                                                                | Stypulacje                                     | Czas  |
| ------------------------------------------------------------------------------------- | ------------------------------------------------------------------------------------- | ---------------------------------------------- | ----- |
| 1D                                                                                    | Funaki pokonał Simona Deana                                                           | Singles match                                  | –     |
| 2                                                                                     | Paul London i Brian Kendrick (c) pokonali The Pit Bulls (Jamiego Noble'a i Kid Kasha) | Tag team match o WWE Tag Team Championship     | 13:28 |
| 3                                                                                     | Finlay (c) pokonał Williama Regala                                                    | Singles match o WWE United States Championship | 13:49 |
| 4                                                                                     | Gregory Helms pokonał Matta Hardy’ego                                                 | Singles match                                  | 11:43 |
| 5                                                                                     | The Undertaker pokonał Big Showa                                                      | Punjabi Prison match                           | 21:35 |
| 6                                                                                     | Ashley Massaro pokonała Kristal Marshall, Jillian Hall i Michelle McCool              | Fatal-4-Way bra and panties match              | 05:17 |
| 7                                                                                     | Mr. Kennedy pokonał Batistę przez dyskwalifikację                                     | Singles match                                  | 08:38 |
| 8                                                                                     | King Booker (z Queen Sharmell) pokonał Reya Mysterio (c)                              | Singles match o World Heavyweight Championship | 16:46 |
| (c) – mistrz/mistrzyni przed walkąD – walka była dark matchem (nietransmitowana w TV) |                                                                                       |                                                |       |

### 2007
The Great American Bash (2007) – gala wrestlingu wyprodukowana przez federację World Wrestling Entertainment (WWE). Odbyła się 22 lipca 2007 w HP Pavilion w San Jose w Kalifornii. Emisja była przeprowadzana na żywo w systemie pay-per-view. Była to osiemnasta gala w chronologii cyklu The Great American Bash i czwarta wyprodukowana przez WWE.
Podczas gali odbyło się dziesięć walk, w tym jedna nietransmitowane w telewizji. John Cena pokonał Bobby’ego Lashleya w walce wieczoru i obronił WWE Championship. Prócz tego The Great Khali pokonał Kane’a i Batistę w Triple Threat matchu i obronił World Heavyweight Championship, zaś John Morrison pokonał CM Punka i obronił ECW World Championship.
| Nr                                                                                    | Wyniki | Stypulacje                                           | Czas  |
| ------------------------------------------------------------------------------------- | --- | ---------------------------------------------------- | ----- |
| 1D                                                                                    | Chuck Palumbo pokonał Chrisa Mastersa                                                                       | Singles match                                        | –     |
| 2                                                                                     | Montel Vontavious Porter (c) pokonał Matta Hardy’ego                                                        | Singles match o WWE United States Championship       | 12:55 |
| 3                                                                                     | Hornswoggle pokonał Chavo Guerrero (c), Jimmy’ego Wang Yanga, Shannona Moore’a, Funakiego i Jamiego Noble'a | Cruiserweight Open o WWE Cruiserweight Championship  | 06:59 |
| 4                                                                                     | Carlito pokonał The Sandmana                                                                                | Singapore Cane on a Pole match                       | 05:31 |
| 5                                                                                     | Candice Michelle (c) pokonała Melinę                                                                        | Singles match o WWE Women’s Championship             | 06:22 |
| 6                                                                                     | Umaga (c) pokonał Jeffa Hardy’ego                                                                           | Singles match o WWE Intercontinental Championship    | 11:20 |
| 7                                                                                     | John Morrison (c) pokonał CM Punka                                                                          | Singles match o ECW World Championship               | 07:50 |
| 8                                                                                     | Randy Orton pokonał Dusty’ego Rhodesa                                                                       | Texas Bullrope match                                 | 05:40 |
| 9                                                                                     | The Great Khali (c) (z Ranjinem Singhem) pokonał Kane’a i Batistę                                           | Triple Threat match o World Heavyweight Championship | 10:04 |
| 10                                                                                    | John Cena (c) pokonał Bobby’ego Lashleya                                                                    | Singles match o WWE Championship                     | 14:52 |
| (c) – mistrz/mistrzyni przed walkąD – walka była dark matchem (nietransmitowana w TV) | |                                                      |       |

### 2008
The Great American Bash (2008) – gala wrestlingu wyprodukowana przez federację World Wrestling Entertainment (WWE). Odbyła się 20 lipca 2008 w Nassau Veterans Memorial Coliseum w Uniondale w Nowym Jorku. Emisja była przeprowadzana na żywo w systemie pay-per-view. Była to dziewiętnasta gala w chronologii cyklu The Great American Bash i piąta wyprodukowana przez WWE.
Podczas gali odbyło się dziewięć walk, w tym jedna nietransmitowane w telewizji. W walce wieczoru Triple H obronił WWE Championship pokonując Edge’a. Oprócz tego pojedynek CM Punka z Batistą o World Heavyweight Championship zakończył się podwójną dyskwalifikacją, a John „Bradshaw” Layfield pokonał Johna Cenę w New York City Parking Lot Brawlu.
| Nr                                                                                    | Wyniki | Stypulacje                                                       | Czas  |
| ------------------------------------------------------------------------------------- | --- | ---------------------------------------------------------------- | ----- |
| 1D                                                                                    | Umaga pokonał Mr.'a Kennedy’ego                                                                                   | Singles match                                                    | 04:00 |
| 2                                                                                     | Curt Hawkins i Zack Ryder pokonali Johna Morrisona i The Miza (c), Jessego i Festusa oraz Finlaya i Hornswoggle’a | Fatal 4-Way match o WWE Tag Team Championship                    | 09:05 |
| 3                                                                                     | Shelton Benjamin pokonał Matta Hardy’ego (c)                                                                      | Singles match o WWE United States Championship                   | 09:33 |
| 4                                                                                     | Mark Henry (c) (z Tonym Atlasem) pokonał Tommy’ego Dreamera (z Colinem Delaneyem)                                 | Singles match o ECW Championship                                 | 05:29 |
| 5                                                                                     | Chris Jericho pokonał Shawna Michaelsa przez techniczny nokaut                                                    | Singles match                                                    | 18:18 |
| 6                                                                                     | Michelle McCool pokonała Natalyę poprzez submission                                                               | Singles match o inauguracyjną posiadaczkę WWE Divas Championship | 04:41 |
| 7                                                                                     | CM Punk (c) vs. Batista zakończyło się podwójną dyskwalifikacją                                                   | Singles match o World Heavyweight Championship                   | 11:10 |
| 8                                                                                     | John „Bradshaw” Layfield pokonał Johna Cenę                                                                       | New York City Parking Lot Brawl                                  | 14:36 |
| 9                                                                                     | Triple H (c) pokonał Edge’a                                                                                       | Singles match o WWE Championship                                 | 16:48 |
| (c) – mistrz/mistrzyni przed walkąD – walka była dark matchem (nietransmitowana w TV) | |                                                                  |       |

### 2009
The Bash – gala wrestlingu wyprodukowana przez federację World Wrestling Entertainment (WWE). Odbyła się 28 czerwca 2009 w ARCO Arena w Sacramento w Kalifornii. Emisja była przeprowadzana na żywo w systemie pay-per-view. Była to dwudziesta gala w chronologii cyklu The Great American Bash, szósta wyprodukowana przez WWE i jedyna nazwana „The Bash”.
Podczas gali odbyło się dziewięć walk, w tym jedna podczas pre-show. Walką wieczoru był Three Stages of Hell match o WWE Championship, gdzie Randy Orton obronił mistrzostwo pokonując Triple H z wynikiem 2–1. Ponadto Jeff Hardy pokonał CM Punka przez dyskwalifikację nie odebrał od niego World Heavyweight Championship, a Rey Mysterio pokonał Chrisa Jericho w Title vs. Mask matchu odbierając WWE Intercontinental Championship od Jericho.
| Nr                                                                   | Wyniki | Stypulacje                                               | Czas  |
| -------------------------------------------------------------------- | --- | -------------------------------------------------------- | ----- |
| 1P                                                                   | R-Truth pokonał Sheltona Benjamina                                                                                 | Singles match                                            | 9:18  |
| 2                                                                    | Tommy Dreamer (c) pokonał Christiana, Jacka Swaggera, Finlaya i Marka Henry’ego                                    | Championship Scramble o ECW Championship                 | 15:00 |
| 3                                                                    | Rey Mysterio pokonał Chrisa Jericho (c)                                                                            | Title vs. Mask match o WWE Intercontinental Championship | 15:40 |
| 4                                                                    | Dolph Ziggler pokonał The Great Khalego                                                                            | No Disqualification match                                | 5:00  |
| 5                                                                    | Edge i Chris Jericho pokonali The Legacy (Cody’ego Rhodesa i Teda DiBiasego) oraz The Colóns (Carlito i Primo) (c) | Triple Threat match o Unified WWE Tag Team Championship  | 9:37  |
| 6                                                                    | Michelle McCool (z Alicią Fox) pokonała Melinę (c)                                                                 | Singles match o WWE Women’s Championship                 | 6:32  |
| 7                                                                    | Jeff Hardy pokonał CM Punka (c) przez dyskwalifikację                                                              | Singles match o World Heavyweight Championship           | 15:00 |
| 8                                                                    | John Cena pokonał The Miza poprzez submission                                                                      | Singles match                                            | 5:38  |
| 9                                                                    | Randy Orton (c) pokonał Triple H z wynikiem 2–1                                                                    | Three Stages of Hell match o WWE Championship            | 21:20 |
| (c) – mistrz/mistrzyni przed walkąP – walka miała miejsce w pre-show | |                                                          |       |

### SuperSmackDown LIVE: The Great American Bash
SuperSmackDown LIVE: The Great American Bash gala wrestlingu wyprodukowana przez federację WWE. Odbyła się 3 lipca 2012 w American Bank Center w Corpus Christi w Teksasie. W porównaniu do poprzednich edycji, The Great American Bash z 2012 było specjalnym odcinkiem na żywo tygodniówki SmackDown, a nie osobną galą pay-per-view. Odcinek został wyemitowany na SyFy. Była to dwudziesta pierwsza i ostatnia gala w chronologii cyklu The Great American Bash, a także siódma wyprodukowana przez WWE.
| Nr                                 | Wyniki                                                                                   | Stypulacje | Czas  |
| ---------------------------------- | ---------------------------------------------------------------------------------------- | --- | ----- |
| 1                                  | The Great Khali i Layla pokonali Antonio Cesaro i Aksanę                                 | Mixed tag team match | 1:56  |
| 2                                  | Cody Rhodes pokonał Christiana                                                           | Singles match o miejsce w walce o kontrakt Money in the Bank na tytuł World Heavyweight Championship                           | 12:50 |
| 3                                  | Dolph Ziggler pokonał Alexa Rileya                                                       | Singles match o miejsce w walce o kontrakt Money in the Bank na tytuł World Heavyweight Championship                           | 4:26  |
| 4                                  | Jim Duggan, Santino Marella i Sgt. Slaughter pokonali Camacho, Drewa Mcintyre’a i Hunico | Six-man tag team match | 7:25  |
| 5                                  | Ryback pokonał Curta Hawkinsa (z Tylerem Reksem)                                         | Singles match | 3:10  |
| 6                                  | Zack Ryder wygrał eliminując jako ostatniego Kane’a                                      | 20-osobowy "The Great American Bash" Battle Royal o miano Generalnego Menadżera podczas przyszłotygodniowego odcinka SmackDown | 10:48 |
| (c) – mistrz/mistrzyni przed walką |                                                                                          | |       |

Eliminacje w Battle Royalu
| Eliminacja | Wrestler        | Wyeliminowany przez                          | Czas       |
| ---------- | --------------- | -------------------------------------------- | ---------- |
| 1          | Justin Gabriel  | Big Showa                                    | 0:16       |
| 2          | Brodus Clay     | Big Showa                                    | 0:33       |
| 3          | Ezekiel Jackson | Tensai'a                                     | 1:03       |
| 4          | The Great Khali | Del Rio, Swaggera & Tensai'a                 | 1:38       |
| 5          | Damien Sandow   | Rydera                                       | 1:58       |
| 6          | Santino Marella | Rhodesa                                      | 2:15       |
| 7          | Cody Rhodes     | Big Showa                                    | 2:46       |
| 8          | Kofi Kingston   | Big Showa                                    | 2:57       |
| 9          | Heath Slater    | Wyeliminowany przez Big Showa podczas reklam | 5:33*      |
| 10         | Jack Swagger    | Wyeliminowany przez Cenę podczas reklam      | 5:55*      |
| 11         | CM Punk         | Daniela Bryana                               | 6:16       |
| 12         | Daniel Bryan    | Punka                                        | 6:16       |
| 13         | Alberto Del Rio | Cenę                                         | 8:10       |
| 14         | Tensai          | Cenę                                         | 8:39       |
| 15         | John Cena       | Big Showa                                    | 8:44       |
| 16         | Christian       | Big Showa                                    | 9:06       |
| 17         | Dolph Ziggler   | Kane’a                                       | 9:20       |
| 18         | Big Show        | Kane’a                                       | 9:20       |
| 19         | Kane            | Rydera                                       | 10:48      |
| Zwycięzca: | Zack Ryder      | Zack Ryder                                   | Zack Ryder |